# Décès en 859
Décès
- 855
- 856
- 857
- 858
- 859
- 860
- 861
- 862
- 863

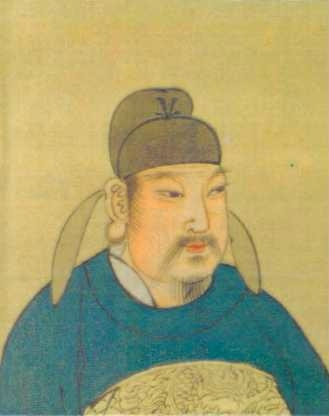
Tang Xuanzong mort en 859.

Cette page dresse une liste de personnalités mortes au cours de l'année 859 :
- 11 mars : Euloge de Cordoue, évêque espagnol qui fait partie des quarante-huit martyrs de Cordoue.
- 7 septembre : Tang Xuanzong, empereur chinois taoïste de la dynastie Tang.
- 14 octobre : Liupram, archevêque de Salzbourg et abbé du monastère de Saint-Pierre.

- Dhul-Nûn al-Misri, saint soufi égyptien.
- Sulayman Ier, As-Soltan et al-Amir al-Mouminine.

## Crédit d'auteurs
- Cet article est partiellement ou en totalité issu de l'article intitulé « 859 » (voir la liste des auteurs).